# Савенко, Юрий Сергеевич
Юрий Сергеевич Саве́нко (род. 1938, Киев) — российский психиатр, президент Независимой психиатрической ассоциации России. Кандидат медицинских наук. Сторонник феноменологического подхода в психиатрии. Противник использования психиатрии в политических целях, участник ряда резонансных экспертиз.

## Биография
Родился в Киеве в 1938 году. Сын Сергея Николаевича Савенко (1901—1976), профессора, заведующего патоморфологическим отделом Украинского психоневрологического института, затем — основоположника кафедры нервных болезней Черновицкого государственного медицинского института и её заведующего, автора 184 научных работ и трёх монографий, члена Учёного совета Министерства здравоохранения УССР.
Школу и медицинский институт Юрий Савенко окончил в Черновцах. С 4-го курса посещал кружок по психиатрии. Своими учителями считает представителей харьковской школы психиатрии М. И. Клеймана и Н. П. Татаренко, представителя ленинградской школы Г. Ю. Малиса, представителя киевской школы И. А. Мизрухина. Проработав два года в психиатрической больнице, Савенко в 1963 году поступил в аспирантуру в Московский НИИ психиатрии, а в 1966 году защитил кандидатскую диссертацию на тему «Клинико-электроэнцефалографические данные изучения инволюционной депрессии». Работал в 5-й городской психиатрической больнице («Столбовой»), в психологической лаборатории Московского НИИ психиатрии.
За три месяца до защиты докторской диссертации Ю. Савенко вынудили уйти из МНИИ психиатрии, после чего он устроился работать в психологическую лабораторию Института имени В. П. Сербского.
В 1974 году Юрий Савенко защитил докторскую диссертацию «Тревожные психотические синдромы», в которой разработал клинические и экспериментальные критерии психотического уровня для тревожного и меланхолического синдромов, однако она не была утверждена ВАК в силу, как отмечает В. Н. Краснов, «тогдашних установок и атмосферы в стране». По словам Савенко, диссертацию не утвердили вследствие реформы ВАК, политизировавшей требования к докторской степени: в число требований стали входить членство в партии, чистое досье и наличие соответствующего служебного положения.
В 1974—1979 годы работал в Институте имени В. П. Сербского в психологической лаборатории. Ф. В. Кондратьев, руководивший экспертным отделением, отмечает, что «направлял к нему для психологического обследования подэкспертных и всегда был удовлетворён качеством его заключений», а также отмечает, что был рад, что «сумел оказать Ю. С. существенную помощь в реально тяжёлый период его жизни, который пришёлся на это время».
Был уволен из института. Согласно свидетельству Кондратьева, директор Института Г. В. Морозов назвал причиной его увольнения «установленные связи с ЦРУ». Кондратьев также отметил, что «в дальнейшем мне это подтвердила Т. Б. Дмитриева, сменившая Морозова на посту директора». Сам Савенко упоминает, что его уволили по сокращению штатов вместе с девятью другими сотрудниками. После увольнения из института многие годы работал в крупной общесоматической больнице.
С 1989 года президент Независимой психиатрической ассоциации России, главный редактор и один из постоянных авторов «Независимого психиатрического журнала», выходящего с 1991 года.
Член комиссии по разработке закона РФ «О психиатрической помощи и гарантиях прав граждан при её оказании» (1991—1992). Последовательный противник карательной психиатрии.
С 2000 г. член Экспертного совета при Уполномоченном по правам человека в Российской Федерации, член редакционного совета «Московского психотерапевтического журнала». Участник многих резонансных экспертиз, от дела генерала Петра Григоренко до дела полковника Юрия Буданова, Ларисы Арап, серии судебных процессов с участием новых религиозных движений.
Савенко представлял отечественную психиатрию на Конгрессах Всемирной психиатрической ассоциации в Мадриде, Гамбурге, Йокогаме, Каире, Праге, организовал первые отечественные симпозиумы на съездах американской и германской психиатрических ассоциаций.
В 2009 году Юрий Савенко обратился к Президенту Российской Федерации Д. А. Медведеву с открытым письмом, в котором заявил о резком падении уровня судебно-психиатрических экспертиз в результате огосударствления судебно-психиатрической экспертной деятельности, отсутствия состязательности и предложил Президенту внести на рассмотрение Госдумы законопроект, подготовленный членами Независимой психиатрической ассоциации России.
Юрий Савенко является членом руководящего комитета сообщества «Международная сеть философии и психиатрии».

## Научные взгляды
Для научных интересов и взглядов Юрия Савенко характерны феноменологический подход к психическим расстройствам, широкая социальная и историко-культурная направленность.
Основные работы посвящены тревожным психотическим синдромам, проблемам «психотического уровня», предмета психиатрии, классификации психических расстройств, проблемам феноменологического метода, новой научной парадигмы в психиатрии, компенсаторных личностных механизмов, общественной опасности психически больных и т. д.
Будучи сторонником феноменологического подхода к описанию клинических проявлений психических расстройств, Савенко наследовал взглядам Ясперса. По Ю. Савенко, психиатр, использующий феноменологический метод, должен (цит. по В. Д. Менделевичу) «не доказать своё, не вытянуть, не навязать, не выстроить», а «обнаружить, то есть адекватно понять, постичь», чему служит процедура феноменологической редукции, или «эпохе» (греч. воздержание от суждения), представляющая собой последовательное «заключение в скобки», «очищение» от всех теорий и гипотез, пристрастий и предубеждений. Временно осуществляемая «приостановка веры в существование» этих взглядов, теорий и гипотез позволяет высвободить «феномены из контекста нашей онаученной картины мира», «сохраняя при этом их содержание в возможно большей полноте и чистоте». По мере необходимости данную процедуру следует использовать на любой ступени феноменологического исследования.
Феноменологическая психиатрия требует, согласно Савенко, «внутренней тишины», забвения всего не относящегося к данному акту постижения, отсутствия активности (часто бывает продуктивнее «смотреть и слушать со стороны» беседу другого врача с пациентом), полного сосредоточения внимания на предмете — «не только моменте непосредственного восприятия, но всех „до“ и „после“, всех скрытых, потенциальных, ожидаемых сторонах предмета, то есть на предмете, взятом во всем его смысловом поле». Осуществляется "произвольная модификация предмета рассмотрения в различных аспектах посредством мысленного помещения его в разнообразные положения, ситуации, лишения или добавления различных характеристик, установления необычных связей, взаимодействия с другими предметами и т. д. Задача — уловить в этой игре возможностей инвариантность варьируемых признаков, усмотреть сущность «в виде конституирования феномена в сознании в ходе постепенной „кристаллизации“ его формы».
Наконец, феноменологическое описание требует тщательности при лексическом выборе, в частности подборе терминологии, внимания не только к семантике слов, но и к их этимологии, их звуковому и зрительному образу. Позднейшим дополнением феноменологического метода является истолкование скрытых смыслов, герменевтика — фактически самостоятельный метод, который выходит за пределы феноменологии в собственном смысле слова.
По утверждению Савенко, метод феноменологического описания в клинической психиатрии является самым сложным, поскольку требует «высокого уровня критической рефлексии, интеграции феноменологических и индуктивных единиц анализа и рассмотрения в различных измерениях». Феноменологическому методу посвящена книга Ю. Савенко «Введение в психиатрию. Критическая психопатология», вышедшая в 2013 году.
Рассматривая вопрос о предмете исследования в психологии и психиатрии, Савенко утверждает, что в психологии сфера изучения ограничивается психическим слоем (психикой), психическим миром, а психиатрия охватывает также и биологический (организменный), и духовный (личностный) слои, её объект является многослойным, интегральным по отношению ко всем онтологическим слоям — весь человек в его целостности. Поэтому, с точки зрения Савенко, психиатрию можно называть также «патологической антропологией».
Понятие «психические расстройства», по мнению Савенко, включает в себя два различных измерения: «норма — патология» и «здоровье — болезнь». Континуум «норма — патология» представляет собой измерение устойчивых внутренне сбалансированных характеристик и естественного возрастного, ситуационного развития и саморазвития. К понятию «патология» относятся те или иные типы реагирования, характерные для и для нормальной жизни, но в рамках патологического приобретающие гротескный, искажённый характер. Границы патологического задаёт исторически конкретная социальная и культурная среда. В рамках патологического рассматриваются, в частности, расстройства личности, умственная отсталость, патологические типы полового поведения, приобретённые дефектные состояния, полученные в результате различных травм, интоксикаций, соматоневрологических и психических заболеваний, и т. п.
В отличие от «патологии», понятие «болезнь» рассматривается Савенко как преимущественно медико-биологическое, отличающееся от «здоровья» прежде всего качественно, а не количественно; как деструктивный процесс, имеющий своё течение: предвестники, начало, манифестацию и др. Болезнь протекает на определённом фоне, часто патологическом, но качественно отлична от него. В то время как спектр «норма — патология» «носит характер континуума, наблюдаются плавные переходы от одного состояния к другому», спектр «здоровье — болезнь» «не является континуумом и можно отметить ступенеобразность переходов».

## Участие в известных процессах и освидетельствования

### ДелоАум синрикёи иск из-за брошюры «10 вопросов…»
Журналист Общей газеты Ирина Узжина в 1995 году описывала ситуацию с заключением комиссии по медико-психологической и юридической оценке деятельности некоторых религиозных организаций, возглавляемой Ю. И. Полищуком. В заключении говорилось об «ущербе психическому, нравственному и физическому здоровью людей», который наносился религиозными организациями «АУМ Синрикё», «Богородичный центр», «Сознание Кришны». Узжина отмечала, что Американская психологическая ассоциация написала письмо руководству Центра имени Сербского и Московского НИИ психиатрии, в котором, по данным Узжиной, потребовала от них ответить, «как подобные вещи могут быть возможны в стране, где уже имело место злоупотребление психиатрией» и «как может получиться, что в стране, осуществляющей демократические преобразования, психиатры могут быть вовлечены в контроль за действием религиозных организаций и объединений». Вследствие данного письма, как указывает Узжина, было организовано чрезвычайное заседание Президиума правления Российского общества психиатров, на котором, по данным Узжиной, «с согласия самого профессора Полищука, выводы его же комиссии были признаны неправомочными, а рекомендации об участии психиатров в госконтроле за деятельностью сект — превышением полномочий».
Согласно решению Хорошёвского межмуниципального народного суда СЗАО г. Москвы от 21 мая 1997 года по иску Г. П. Якунина, Л. С. Левинсона и М. С. Осадчева к А. Л. Дворкину Ю. С. Савенко, выступавший на процессе свидетелем со стороны истцов, заявлял, что связь между возникновением психических расстройств у отдельных людей и их вступлением в нетрадиционные религиозные организации отсутствует. В качестве подтверждения Савенко ссылался на проведённые Независимой психиатрической ассоциацией исследования психики отдельных членов нетрадиционной религиозной организации — «Аум синрикё». При этом, согласно решению суда, Савенко был вынужден признать, что члены организации Аум синрикё для оценки их психики отбирались хоть и самими врачами, но из числа досье на членов «Аум синрикё», представленных руководителями этой религиозной организации. Психиатры НПА не выясняли реальное количество членов организации, им неизвестно также и то, по каким признакам отобраны сведения именно этих членов Аум синрикё. Кроме того, Савенко не смог пояснить суду, насколько данные обследованного небольшого количества членов организации могут распространяться на всю группу, общая численность которой ему тоже неизвестна. При этом Савенко признал, что экспертные исследования проводились по заказу Аум синрикё, которая оплачивала и работу экспертов НПА. Суд отметил, что при таких обстоятельствах не имеет оснований признать обоснованными ни методы проверки, ни выводы Независимой психиатрической ассоциации о влиянии нетрадиционной религиозной организации на психику человека. Суд констатировал, что показаниям Савенко в данном процессе противостояли показания профессора Московского НИИ психиатрии МЗ РФ Ю. И. Полищука, опирающегося на выводы комиссии, свидетельствующие о тяжёлых психических повреждениях многих членов сект. Полищук совместно со свидетелем к.ф.н. Е. Н. Волковым показал, что к членам тоталитарных сект применяется открытое и скрытое психологическое насилие, проявляющееся в методах внушения и индуцирования определённых состояний, что, по их словам, является основой контролирования сектами сознания своих адептов. Работа Комиссии под председательством Полищука была определена судом как «подлинно независимая от нетрадиционных религиозных организаций и их заказа и средств».

В 2000 году психиатр и заслуженный врач России доктор медицинских наук, профессор Ф. В. Кондратьев и доктор медицинских наук, профессор С. Н. Осколкова приводят мнение бывшего вице-президента Независимой психиатрической ассоциации и руководителя её экспертной программы Э. Гушанского:
После судебного заседания 6.03.95 г. Савенко организовал осмотр 30 монахов АУМ Синрикё специалистами-психиатрами по запросу «Комитета по защите религии» (президент — Д. А. Сапрыкин). На самом деле этот комитет существовал под крышей АУМ Синрикё, а его президент был активным деятелем этой организации, личным переводчиком С. Асахары. Обследования касались психического состояния монахов. Выводы же, которые сделал Ю. Савенко, относятся не к психическому состоянию обследованных, а к деятельности АУМ Синрикё: Деятельность АУМ. в той части, с которой мы сталкивались, называть «антисоциальной» неадекватно. […] Обследования не носили комиссионный характер, протоколы психического состояния монахов не содержали каких-либо социологических выводов. Общее заключение, которое составил Савенко, не обсуждалось собранием подписантов … на них — было оказано президентом НПА психологическое давление.

В 2005 году кандидат философских наук, доктор исторических наук, профессор и заведующая кафедрой Отечественной истории и архивоведения Школы гуманитарных наук ДВФУ С. М. Дударёнок отмечает, что: 
главный редактор «Независимого психиатрического журнала» Ю. С. Савенко, на основании исследования 30 человек из 283 монахов АУМ Синрикё, пришёл к выводу, что для многих из обследованных «секта играла роль некой социопсихологической ниши, в которой люди находили убежище от треволнений жизни», что «в этом заключалась особая форма их самореабилитации»[25]. —

В 2014 году в интервью православному культурно-просветительскому сообществу «Переправа» Кондратьев отметил, что 
один из прежних вице-президентов НПА пытался показать экспертные фальсификации и финансовые проделки Савенко, прямо говорил, что «… деятельность Ю. Савенко по защите АУМ Синрикё является примером грубой политизации психиатрии и злоупотребления ею, что несовместимо с принципами Независимой психиатрической ассоциации и правозащитного движения», так его изгнали из НПА.
, а своей статье "Ю. Савенко — хулитель российской психиатрии " отметил следующее: 
Нападки на официальную психиатрию отчетливо проявилась на судебном процессе по делу созданной Секо Асахарой секты АУМ Синрикё. Вместе с тем в материалах прокуратуры по делу Аум Синрекё имеется письмо от 18 мая 1995 года, адресованное в Московский исследовательский центр по правам человека Б. Л. Альтшулеру бывшим вице-президентом НПА, руководителем экспертной программы НПА Э. Гушанским. В этом письме указывается, что «… деятельность Ю. Савенко по защите АУМ Синрикё является примером грубой политизации психиатрии и злоупотребления ею, что несовместимо с принципами Независимой психиатрической ассоциации и правозащитного движения. В НПА отсутствует гласность, не проводятся отчеты о финансовой деятельности, царят произвол её председателя, его недоверчивость и амбициозность, распространяются сплетни и собирается досье на независимых в своих суждениях её членов…. Я отгораживаюсь от действий её президента, связанных с выполнением заказа АУМ Синрикё… В отместку за такое „инокомыслие“ НПА единогласно исключил меня из членов ассоциации».
Тогда же Ю. С. Савенко наглядно проявил себя как эксперт-фальсификатор. По свидетельству того же Э. Гушанского, Савенко организовал осмотр 30 монахов АУМ Синрикё, подготовленных «Комитетом по защите религии» его президентом Д. А. Сапрыкиным. Савенко не смутило то обстоятельство, что этот комитет существовал под крышей АУМ Синрикё, а его президент был активным деятелем этой организации и личным переводчиком С. Асахары. Э. Гушанский пишет: "Казалось бы, обследование должно было касаться только психического состояния монахов, однако выводы, которые сделал Ю. Савенко, относятся не к психическому состоянию обследованных, а к деятельности АУМ Синрикё: «Деятельность АУМ, в той части, с которой мы сталкивались, называть „антисоциальной“ неадекватно»". Далее Э. Гушанский добавляет: эти «обследования не носили комиссионный характер, протоколы психического состояния монахов не содержали каких-либо социологических выводов. Общее заключение, которое составил Савенко, не обсуждалось собранием подписантов…на них… было оказано президентом НПА психологическое давление». 

### Дело Юрия Буданова
В 2002 году была назначена очередная судебно-психиатрическая экспертиза по делу Буданова. В отличие от прошлой экспертизы, в состав комиссии входили не только психиатры из Центра имени Сербского, однако в комиссию вошёл бывший директор Института имени Сербского Г. В. Морозов, под руководством которого в 70-е — 80-е годы совершались политические злоупотребления психиатрией. После общественного возмущения и направленного Независимой психиатрической ассоциацией протеста в Ростовский суд Морозов и ещё три сотрудника Центра им. Сербского заявили о самоотводе.
28 февраля 2003 года Юрий Савенко по запросу адвоката Э. Кунгаевой представил своё заключение об обоснованности и взвешенности трёх проведённых стационарных судебных комплексных психолого-психиатрических экспертиз Юрия Буданова.
12 мая 2003 года в состав комиссии экспертов для проведения повторной комплексной судебной психолого-психиатрической экспертизы включён один из представителей Независимой психиатрической ассоциации — профессор Московского научно-исследовательского института психиатрии, доктор медицинских наук А. Г. Гофман.
В связи с экспертизами Юрия Буданова Ю. Савенко отмечал: 

Мой комментарий относительно алкоголизации Буданова был в последний момент снят в газете «Известия», а четкая аргументация ведущего психиатра-прозектора доктора медицинских наук И. А. Ойфы, убедительно показывающая полную несостоятельность отказа от обвинения Буданова в изнасиловании, не была приобщена судом к делу. <…> …Въяве вернулись прежние времена… психиатрию снова используют по совсем ещё не старым и не забывшимся сценариям. Более того… это делают ветераны, те самые антигерои нашего предмета, которые сделали было кульбит вперед, публично каясь в признании «политических» сумасшедшими, а потом сделали его обратно.

### Дело Ларисы Арап
В 2007 году стало известно о недобровольной госпитализации активистки Гражданского Фронта Ларисы Арап. 10 августа Ларису Арап посетила комиссия врачей из Независимой психиатрической ассоциации. Юрий Савенко, возглавлявший комиссию, подтвердил в интервью BBC, что Арап действительно больна, но не настолько, чтобы для её лечения требовалась госпитализация. Савенко отметил, что Арап не представляет опасности для окружающих и, по его мнению, никаких оснований для недобровольного лечения в стационаре не было. Впоследствии Савенко давал интервью по этому поводу как в прессе, так и в популярных блогах — клиническому психологу Вогану Беллу (блог MindHacks) и журналисту Григорию Пасько.

## Положительные отзывы
Психиатр, профессор, член-корреспондент СО РАН Ц. П. Короленко и Д. Кэнсин, говоря о возрождении феноменологического подхода, отмечают, что это возрождение проявляется в «деятельности Независимой психиатрической ассоциации (НПА) (Савенко)».
Директор Московского НИИ психиатрии профессор В. Н. Краснов в рецензии на книгу Ю. С. Савенко «Введение в психиатрию. Клиническая психопатология» называет эту книгу «действительно масштабной по постановке проблем современной психиатрии» и непростой для усвоения, расширяющей границы дискуссионного поля, необходимого для развития психиатрии. Как отмечает В. Н. Краснов, книга Савенко — явление неординарное, соединяющее «острый современный взгляд на основные проблемы общей психиатрии и их широкий охват» с позиции, лежащей в русле феноменологической традиции. Автор книги сосредоточивает своё внимание на освещении теоретических проблем психиатрии; в центре его внимания находятся алгоритм формирования диагностического суждения и методология формирования научного знания в психиатрии. По словам В. Н. Краснова, «пожалуй, нигде до сих пор не были так разнообразно и полно рассмотрены методические возможности исследования психических расстройств, эвристические возможности изначально „безоценочного“ феноменологического описания».
Кандидат психологических наук В. В. Летуновский и доктор психологических наук О. В. Лукьянов включают Савенко в список «видных отечественных психологов, психиатров и сексологов», которые разделяют взгляды о том, что «гомосексуальные отношения невозможно считать нормой».
Врач-психиатр, психотерапевт, доктор медицинских наук, профессор кафедры психотерапии и медицинской психологии Российской медицинской академии последипломного образования М. Е. Бурно, ссылаясь на работу Савенко «Феноменология как преодоление дилеммы „сциентизм — антисциенцизм“ (значение и судьба феноменологии в психиатрии)», пишет, что разобраться в отличиях и сходстве («созвучиях») между «одухотворённой клинической психотерапией» и «экзистенциально-гуманистической, феноменологической психотерапией» ему помогла «проникновенная работа Ю. С. Савенко (Савенко, 1992) с кратким размышляющим изложением феноменологического метода».
Доктор психологических наук, профессор Ф. Е. Василюк, рассматривая два метода систематизации «основных преобразований психологического мира», связанных с помощью человеку в преодолении критической ситуации, считает метод Савенко «более продуктивным» по той причине, что «в качестве единиц систематизации в рамках этого подхода берутся не элементарные механизмы, а „измерения“ личности, каждому из которых соответствует целый цикл преобразований психологического мира».
Кандидат психологических наук А. В. Четвериков считает «заслуживающим внимания» эвристический подход Савенко, используемый при «решении проблем внутренней структуры переживаний».
Доктор юридических наук, доктор медицинских наук, профессор РМАПО А. Н. Пищита, рассматривая утверждение Савенко о том, что «полноценная защита прав больных возможна только при условии защищённых прав врача», указывал, что данный подход «представляется обоснованным». В дальнейшем Пищита также отметил следующие слова Савенко из статьи 1999 года: «между тем, права врача и сам социальный статус этой профессии низведены у нас до небывалого нигде и никогда в истории уровня».

## Критика
Комиссия Правления Российского общества психиатров по вопросам профессиональной этики в составе: д.м.н, профессора и заведующего кафедрой СЗГМУ имени И. И. Мечникова Е. В. Снедкова (председатель), главного врача Санкт-Петербургской психиатрической больницы (стационара) специализированного типа с интенсивным наблюдением В. Д. Стяжкина, главного врача Городской психиатрической больницы № 6 (стационар с диспансером) к.м.н. А. И. Гуриной, и приглашённых экспертов членов Президиума Российского общества психиатров — д.м.н., профессора и заведующего кафедрой психиатрии, наркологии и медицинской психологии ЧГМА заслуженного врача РФ Н. В. Говорина и директора Московского НИИ психиатрии д.м.н., профессора В. Н. Краснова, на заседании 12 декабря 2013 года рассмотрев поступившие в Правление РОП заявление главного внештатного специалиста психиатра МЗ РФ, директора ФГБУ «ГНЦССП им. В. П. Сербского», заслуженного врача РФ, д.м.н., профессора З. И. Кекелидзе от 14.10.2013 г. и открытое письмо президента Независимой психиатрической ассоциации России (НПА) Ю. С. Савенко от 31.10.2013 отметила, что Савенко в своих многочисленных выступлениях в СМИ «активно использовал медицинскую терминологию, которую слушатели Эхо Москвы, зрители телеканала „Дождь“, читатели многочисленных его заявлений, обращений оценить не могут», а «все тексты Савенко Ю. С. сопровождаются доходчивыми и понятными для неискушённой аудитории обвинениями, оскорблениями в адрес экспертов, экспертного учреждения, всего психиатрического сообщества», к которым Комиссия отнесла следующие: 
«фальсифицировали тип лечения заболевания», «умышленное изменение диагноза […] это аморально», «эксперт цинично, грубо вводил суд в заблуждение», «…так написали эксперты, причём грубо, вопреки тому, с чем имели дело», «это явно заказные дела», «манипулятивное использование профессиональных знаний», «псевдоэкспертиза», «этот приговор был запрограммирован давно, в нём можно было не сомневаться, это предрешённая вещь», «вместо нейтральной позиции занимают прополицейскую позицию, покорно идя на поводу у следователя […] мы сталкиваемся с очередным давлением следствия […] развращение экспертов», «это случай воскрешения старой советской практики, расправы над политическими оппонентами […] эксперты постоянно вводили суд в заблуждение», «грубые несоответствия, которые я вижу в экспертном заключении невозможно списать на непрофессионализм, неграмотность, они слишком грубы и очевидны […] мне очевидно, что это такая жестокая расправа, чтобы другим неповадно было и погрозить всем пальцем. Вот так!»
 Также Комиссией было отмечено, что «в своих выступлениях Савенко высказывает сходные обвинения в адрес психиатрической комиссии, где будет лечиться Косенко»: «Она тоже подневольна. Но я думаю, что это дело для встряски жестокой, чтобы погрозить всем пальцем.» Исходя из этого Комиссия делает вывод, что «Приведённые примеры являются не единственными и свидетельствуют о недопустимо оскорбительных, предвзятых, порой откровенно клеветнических высказываниях Савенко Ю. С., который намеренно дезинформирует общество, искажает общественное мнение, приписывая особые политические цели при исполнении экспертами своих обычных должностных обязанностей». Кроме того Комиссия отмечает, что Савенко точно также допускает тенденциозность и искажение смыслов в своём Открытом письме Уполномоченному по правам человека, где «отстаивает абсурдное по сути мнение о том, что экспертам должно быть предоставлено право самим оценивать, имело место преступление или нет, а не полагаться слепо на факты, изложенные в определении суда» и обращает внимание на то, что «ложными представляются обвинения Савенко Ю. С. в адрес экспертов в том, что они»: «сочли Косенко „опасным для себя и окружающих“ на основании исключительно вменённой ему и недоказанной вины», а также его утверждения «за последние 20 лет не знаю случая, когда бы Центр им. Сербского признал свою экспертную ошибку». Комиссия также отмечает, что «аналогично, несостоятельным и ошибочным представляется содержащееся в открытом письме утверждение Савенко об отсутствии в суде состязательности экспертов». Комиссия указывает, что 
Выступая исключительно со своим мнением, Савенко Ю. С. заявляет, что он выражает суждение психиатрического сообщества. Но кто и в какой форме уполномочивает его обращаться в различные международные институты с обвинениями отечественных психиатров, выводами, что «психиатрия в России в данный момент, как и в советские времена, становится инструментом репрессий», требованием «вмешаться в данное дело с целью установления истинного состояния здоровья М. А. Косенко и недопущения в отношении него методов „карательной медицины“ и тем самым воспрепятствовать беззаконию и репрессиям». Подобные заявления дискредитируют отечественную психиатрию, оскорбляют всех специалистов, добросовестно работающих в сферепсихического здоровья.
 Исходя из всего сказанного Комиссия пришла к выводу о том, что 
Савенко Ю. С. в своих публичных выступлениях грубо нарушил нормы профессиональной этики. В многочисленных заявлениях, обращениях, выступлениях Савенко Ю. С. в СМИ отмечаются недопустимые, оскорбительные высказывания, умаляющие честь, достоинство и деловую репутацию как отдельных экспертов, так и экспертного учреждения ФГБУ «ГНЦССП им. В. П. Сербского», и одновременно подрывающие авторитет психиатрического сообщества в целом.

З. И. Кекелидзе в интервью газете «Завтра» отметил, что заявления Савенко и Бильжо по делу Крсенко «беспочвенны: они не видели и не знают амбулаторной карты», а также указал на то, что «ни тот, ни другой не удосужился ознакомиться с историей болезни, когда он лежал и где описан приступ». Также Кекелидзе обратил внимание на то, что «они не спросили сестру больного, у которой есть сведения, что у больного были голоса, что он говорит сам с собой двумя разными голосами, и что он собирал газеты с целью добыть из них промышленный свинец». И заметил, что «ни Бильжо, ни Савенко об этом не знают», а также подчеркнул, что они «не знают предмета разговора». Кекелидзе считает, что причина этому «отсутствие желания читать книги». Также Кекелидзе указывает, что ни тот, «ни другой не изучил материал, прежде чем говорить» и добавляет, что «ни тот, ни другой не знает, что такое судебная психиатрия». Кеклидзе приводит примеры такого незнания: 
Они спрашивают: «Почему врачи ГНЦССП им. В. П. Сербского не побеседовали с родственниками?». Они не знают, что эксперт не имеет права говорить с родственниками, он может это делать только через следователя. Напрямую — закон запрещает. Они и этого не знают. Они спрашивают: «Почему пока Косенко находился в заключении, сотрудники ГНЦССП имени Сербского его не лечили?» Они не знают, что у сотрудников ГНЦССП имени Сербского нет права ходить в тюрьму и кого-то лечить.

Психиатр и заслуженный врач России доктор медицинских наук, профессор Ф. В. Кондратьев отмечает, что: 
Явно тенденциозно, а порой клеветнически рисуется история российской психиатрии и по персоналиям, если просматривать материалы в ресурсах Интернета, идущих от Савенко. Как пример можно показать, что выдающийся деятель психиатрии, герой социалистического труда акад. А. В. Снежневский рисуется в материалах Савенко как беспринципный карьерист, антисемит, организатор и вдохновитель карательной психиатрии. Савенко безапелляционно отвергает заключение комиссионной стационарной экспертизы под председательством акад. А. В. Снежневского в отношении генерала П. Г. Григоренко, противопоставив ему как «единственно верное» заключение о психическом здоровье генерала, которое было дано врачом-психиатром со стажем всего в 3 года и не имеющего какой-либо подготовки по судебной психиатрии, и это при том, что данная «экспертиза» была проведена единолично, заочно и, разумеется, без ознакомления с материалами уголовного дела, что для экспертизы обязательно.
 […]
И последнее, я как российский психиатр унижен утверждениями Ю. С. Савенко, будто я ему признавался, что занимаюсь проблемой сект ввиду необходимости «отрабатывать хлеб», и — что совсем оскорбительно — я после «ложного доноса» на него «всякий раз норовил расцеловаться» с ним (из «20 лет НАП»). Горько удивляться, как можно так опуститься за 30 серебреников.

Председатель правления Адыгейского республиканского (регионального) общества психиатров Д. В. Исаева, по словам Ф. В. Кондратьева в интервью, следующим образом описывает Савенко: 
"Позиция гр-на Савенко Ю. С., его выступления, статьи на первый взгляд смелы, почти революционны, демократичны, и преследуют благие цели. Но … !!! На всём этом имеется серьёзный спекулятивный, демагогический налёт. А иногда напоминает и позицию «преследуемого преследователя». Очень выгодная позиция, всех критиковать, при этом, не неся ответственности ни за что. Это и есть «критиканство». Не верю я господину Савенко Ю. С. Уж извиняйте!

Доктор медицинских наук В. Пашковский, по словам Ф. В. Кондратьева в интервью, описывает Савенко следующим образом: 
"Создается впечатление, что Савенко родился на сессии ВАСХНИЛ 1948 г, а научился разговаривать на павловской сессии 1951 г. Сравните. Не согласен Савенко с заключением профессора А. Г. Софронова — и сразу удар по черепу: «по большому счету — это монументальный камуфляж, скрывающий существо дела, по отношению к которому все прочее — только приложение», не согласен Савенко с мнением ряда психиатров о пагубном влиянии тоталитарных сект на психическое здоровье — сразу окрик: «Уровень антикультистской аргументации профессоров Ф. В. Кондратьева, Ю. И. Полищука, затем П. И. Сидорова — очевидный признак упадка отечественной психиатрии». «Большевистский пыл Савенко не удерживает его даже от того, чтобы не лягнуть гениальных ученых» …, «Не думаю, что Савенко является агентом ЦРУ, но если это так, то не завидую я его директору. Агенты ЦРУ работают тоньше».

### Ответы на критику
В ответе руководства НПА России на постановление Этической комиссии РОП Савенко отмечает, что его просьба отложить заседание комиссии, происходившее за день до юбилейного съезда НПА, и собраться вместе с Этической комиссией Независимой психиатрической ассоциации не была удовлетворена. О решении Этической комиссии Российского общества психиатров Савенко узнал лишь тогда, когда оно было вывешено на сайте РОП.
По словам Савенко, первоначально переписка с председателем Этической комиссии РОП проф. Е. В. Снедковым носила деловой характер, и лишь ошибочное отправление письма, касавшегося ситуации с Косенко и адресованного Всемирной психиатрической ассоциации, на сайт РОП привело к «полному негодования» ответному письму от Снедкова.

Савенко отмечает, что председатель Этической комиссии проф. Е. В. Снедков проигнорировал факт неисполнения правительством на протяжении двадцати лет 38-й статьи «Закона о психиатрической помощи…» (гарантирующей создание Службы защиты прав пациентов, находящихся в медицинских организациях, которые оказывают психиатрическую помощь в стационарных условиях), чему была посвящена первая половина письма НПА во Всемирную психиатрическую ассоциацию: 
А вот жаловаться за границу — не сметь. Словно до этого мы не обращались в ВПА, Совет Европы, Европейский Суд, словно этого нельзя делать, словно это «непатриотично».
Как указывает Савенко, Комиссия не приняла во внимание ряд фактов, которые, по его оценке, очевидны («Резкое утяжеление диагноза, выставлявшегося в течение 12 лет и выставленного экспертами», отсутствие «свидетельств общественной опасности Косенко» и тот факт, что «степень апато-абулического дефекта не помешала Косенко выдержать принуждение следствия к сотрудничеству»). Согласно выводу Савенко, есть «основание говорить о возвращении советской трактовки шизофрении, которая была в три раза шире, чем во всем мире, что облегчало использование этого диагноза в полицейских целях».
По утверждению Савенко, прямым нарушением закона является разглашение на пресс-конференции профессором З. И. Кекелидзе содержания медицинской документации М. Косенко, поскольку Косенко не давал на это согласия. Между тем представители НПА первоначально не называли фамилии Косенко в своей публикации 2012 года в «Независимом психиатрическом журнале», хотя располагали его личным письменным разрешением «комментировать все имеющиеся сведения». Также указывается, что представители НПА обладали достаточно полной информацией о состоянии психического здоровья Косенко, поскольку заключение комиссии судебных экспертов (его констатирующая часть) обычно составляется максимально полно; если же «в медицинской документации есть что-либо диагностически высоко значимое, что не нашло отражения в заключении СПЭ, то это, скорее всего, фальсификация, примеров чему мы знаем немало».
Далее Савенко отмечает, что
Фактически все члены расширенного состава Этической комиссии — люди, доброжелательно ко мне относящиеся. Их реакция — живое свидетельство драматической ситуации вынужденного поведения. <…> …каждый исполнил свою социальную роль, в меру обремененности занимаемыми постами и званиями. Поэтому я вижу за всем этим не конкретные персоны и не чьи-то распоряжения, а атмосферу в обществе, препятствующую свободному волеизъявлению.
По выводу Савенко, «советский дух воскресает в этом решении РОП, красноречиво не подписанном первыми лицами».
Также Савенко указывает, что авторы «Постановления» не удержались от приписывания «Обращению в ВПА» Независимой психиатрической ассоциации тирад, которых там нет и не было.
В заключение Савенко делает следующий вывод об акцентах, присутствующих в «Постановлении» и прямо противоречащих принципам НПА:
1) о здоровье больного ни слова;

2) о собственно этической стороне решений экспертов — ни слова;

3) ни о каком проблеске правоты с нашей стороны — ни слова, хотя абсолютная, на 100 % правота одной стороны — общеизвестный признак ненаучности;

4) зато очень характерный возглас: «Кто уполномочил?!».
Он также отмечает, что осуждение его позиции Этической комиссией РОП состоялось через день после присуждения Савенко Московской Хельсинкской группой премии в номинации «За исторический вклад в защиты прав человека и правозащитное движение» — в этом свете решение РОП выглядело, по словам Савенко, «прямо-таки демонстративно».
Исполнительный директор НПА России Л. Н. Виноградова высказалась по поводу решения комиссии следующим образом: «Что же это за Этическая комиссия такая, которая считает возможным рассматривать дело в отсутствие одной из сторон? Даже недееспособного гражданина приглашают в суд для участия в судебном заседании». Виноградова считает, что «Этическая комиссия заранее позаботилась о том, чтобы иметь возможность решать вопросы заочно, в одностороннем порядке, так, как ей нужно». Отсутствие Савенко на заседании комиссии, по мнению Виноградовой, привело к тому, что «Этическая комиссия приняла на веру все, что предложил ей её председатель проф. Е. В. Снедков, включая явную ложь», а именно отсутствие в Открытом письме НПА России во Всемирную психиатрическую ассоциацию тех фраз, которые Независимой психиатрической ассоциации были приписаны.
Л. Н. Виноградова отмечает и тот факт, что пока члены Этической комиссии и приглашённые эксперты заботились о сохранении деловой репутации Центра им. Сербского и «авторитете психиатрического сообщества в целом», Савенко поддерживал связь с сестрой Косенко и его адвокатами, использовал все возможности для того, чтобы человеку, вне всякого сомнения не опасному ни для себя, ни для окружающих, стационарное лечение заменено было на амбулаторное — действия, вероятно являющиеся неэтичными, по мнению Комиссии.
В открытом письме к председателю правления РОП Н. Г. Незнанову члены Этического комитета НПА известные психиатры А. Г. Гофман, М. Е. Бурно и Б. А. Воскресенский утверждают, что «Постановление» Этической комиссии РОП оказалось непоследовательным и неубедительным из-за невозможности реально обсуждать тему, анализировать доводы разных сторон и обмениваться мнениями, а не только слушать «обвинительное заключение» проф. Е. В. Снедкова.
А. Г. Гофман, М. Е. Бурно и Б. А. Воскресенский указывают, что в своём анализе высказываний Савенко члены Этической комиссии РОП использовали названия статей и передач, которые дали журналисты («Диагноз Косенко взяли с потолка и обманули судью», «Дело Михаила Косенко: возвращение карательной психиатрии?» и др.), и приводили цитаты из статей, в которых высказывания Савенко могли быть изменены или заострены. В то же время тексты самого Савенко, содержащиеся на сайте НПА и в «Независимом психиатрическом журнале», содержат критику, но не содержат оскорбительных высказываний. Прямой фальсификацией, как заявляют авторы открытого письма, является содержащееся в «Постановлении» приписывание Савенко утверждения, что он «выражает суждения психиатрического сообщества».
Авторы письма утверждают также, что за 25 лет существования Независимой психиатрической ассоциации организация постоянно способствовала укреплению и гуманизации российской психиатрии, и выражают сомнение по поводу заключения Этической Комиссии РОП, согласно которому Савенко якобы «подрывает авторитет психиатрического сообщества в целом».
В интервью «Новой газете» Савенко указывал, что статья Кондратьева «Ю. Савенко — хулитель российской психиатрии» имеет «характерный для советской лексики заголовок», и кратко высказывал следующее мнение по ней: «Я там, ко всему прочему, объявлен ещё и агентом ЦРУ…».
Александр Подрабинек в статье «Синдром Кондратьева», опубликованной в 2014 году, комментирует утверждение Кондратьева, что Савенко работал на ЦРУ, так:
Доходит до смешного: Кондратьев утверждает, что причиной увольнение Савенко в 1979 году с должности психолога в Институте им. Сербского „были установленные связи с ЦРУ“. Это в конце 70-х выявили американского шпиона и в наказание не расстреляли или законопатили на 15 лет, а просто уволили с должности!
В той же статье Подрабинек пишет, что Кондратьев «не утруждает себя аргументами и профессиональным анализом дела Михаила Косенко. Он бросается в бой с врагами народа, как комиссар гражданской войны или чекист андроповского замеса. В этом сражении с Юрием Савенко он не психиатр, а политрук», что Кондратьев защищает, по сути, не покойного А. В. Снежневского, а «себя, свое карательное прошлое и надежды на такое же будущее для подобных ему служителей государственной психиатрии. …Пафос его статьи не профессионально-разоблачительный, а чекистский, правоохранительный, пафос доносчика и верного слуги».

## Награды
- В 2013 году получил премию Московской Хельсинкской группы за исторический вклад в защиту прав человека и в правозащитное движение[49][50].

## Научные труды
- Савенко Ю. С. Клинико-электроэнцефалографические данные изучения инволюционной депрессии. Дисс. … канд. мед. наук: 14.00.18 / Московский науч.-исслед. ин-т психиатрии; науч. рук.: проф. Федотов Д. Д., проф. Толмасская Э. С. — М., 1966.
- Савенко Ю. С. К вопросу о роли диэнцефальной области в патогенезе инвалюционной депрессии // Труды МНИИП МЗ РСФСР. Том 45. — М., 1966.
- Савенко Ю. С. К обоснованию некоторых методик по изучению личности // Проблемы личности: Материалы симпозиума. — М.: Изд-во Ин-та философии АН СССР, 1969. — С. 238—241.
- Савенко Ю. С., Дукаревич М. З. Взаимоотношение невротической и психотической тревоги по данным прожективных методик // Вопросы патопсихологии. Труды Моск. НИИ МЗ РСФСР. Т. 62. — 1970. — С. 212—216.
- Савенко Ю. С. Методика «Рисунок человека» // Вопросы патопсихологии. — М.: НИИ психиатрии МЗ РСФСР, 1970. — С. 113—119. — 264 с.
- Савенко Ю. С. Чувство времени у тревожных больных // Понятия установки и отношения в медицинской психологии. — Тбилиси: Мецниереба, 1970. — С. 195—199.
- Савенко Ю. С. О структуре анксиозного синдрома // Вопросы клиники и современной терапии психических заболеваний. — М., 1971. — С. 227—230.
- Савенко Ю. С. Основные проблемы учения о психологических компенсаторных механизмах // Клинико-психологические исследования личности. Материалы симпозиума. — Л.: Ленинградский психоневрологический институт им. В. М. Бехтерева, 1971. — С. 70—72.
- Савенко Ю. С. Выступление // Личность. — 1971. — С. 89—92.
- Савенко Ю. С. Клинико-психологический анализ анксиозного синдрома // Журнал невропатологии и психиатрии им. С. С. Корсакова. — 1972. — № 11. — С. 1662—1666.
- Амбрумова А. Г., Савенко Ю. С. Критический анализ основных теоретических представлений о природе суицидов // Клинико психологические, социальные и правовые проблемы суицидального поведения. — М., 1974. — С. 39—44.
- Савенко Ю. С., Бояршинова Т. Н., Гольдштейн Л. С. Об объёме понятия «невротическая депрессия» // Всероссийский съезд невропатологов и психиатров, 3-й: Тезисы. Т.2. — М., 1974. — С. 351—352.
- Савенко Ю. С. Проблема психологических компенсаторных механизмов и их типология // Проблемы клиники и патогенеза психических заболеваний / ред. С.Ф. Семенов. — М.: Московский НИИ психиатрии, 1974. — С. 95—112. — 368 с.
- Савенко Ю. С. Тревожные психотические синдромы (клинико-экспериментальное исследование). Дисс. … докт. мед. наук / Московский науч.-исслед. ин-т психиатрии; науч. рук.: д-р мед. наук проф. Портнов А.А., д-р психол. наук Зейгарник Б.В. — М., 1974.
- Савенко Ю. С. Диагностическая значимость метода Роршаха // Психологические проблемы психогигиены, психопрофилактики и медицинской деонтологии / Гл. ред. М. М. Кабанов. — Л.: Медицина, 1976.
- Савенко Ю. С. Скрытые депрессии и их диагностика. Методические рекомендации. — М., 1978. — 15 с.
- Савенко Ю. С. Проективные методы в исследовании бессознательного // Бессознательное. Природа. Функции. Методы исследования. Том 3. Познание. Общение. Личность / ред. Прангишвили, А.С.; Шерозия, А.Е.; Бассина, Ф.В.. — Тбилиси: Мецниереба, 1978. — С. 632—637. — 791 с.
- Савенко Ю. С. Об «антипсихологизме» в психиатрии // Психология и медицина. — М.: Медицина, 1978. — С. 105—111.
- Савенко Ю. С. Официальная и независимая психиатрия сегодня // Право и психиатрия: Сб. статей / Под ред. С.В. Бородина. — М.: Юридическая литература, 1991. — С. 181—188. — 383 с.
- Савенко Ю. С. Феноменологический подход к бессознательному и психопатология // Логос. — Издательство Института Гайдара, 1992. — № 3. — С. 184—189. — ISSN 0869-5377.
- Савенко Ю. С. Адаптационный механизм в здоровом и больном организме // Патологическая физиология и экспериментальная терапия. — Гениус, 1993. — № 6. — С. 72—81. — ISSN 0031-2991.
- Савенко Ю. С. «Психиатрическая» и «психологическая» психотерапия — путь к единству // Московский психотерапевтический журнал. — М.: Московский городской психолого-педагогический университет, 1993. — № 4. — С. 5—11. — ISSN 2075-3470.
- Савенко Ю. С. Медицинское право, биоэтика и права человека // Медицина и право: Материалы первой Всероссийской конференции / Гл. ред. Алексеева А. В.. — М., 1999. — С. 122—128. — 158 с.
- Савенко Ю. С. О негативных сторонах МКБ-10 // XIII съезд психиатров России: Материалы съезда / Отв. ред. В. Н. Краснов. — М.: Медпрактика, 2000. — С. 62—63. — 398 с.
- Савенко Ю. С. Психиатрия и религия // Медицина, этика, религия и право: материалы конференции. — М.: Международный университет (в Москве), 2000. — С. 162—166. — 246 с. — ISBN 5924800032.
- Савенко Ю. С. Переболеть Фуко // Новое литературное обозрение. — М.: Новое литературное обозрение, 2001. — № 49. — ISSN 0869-6365.
- Савенко Ю. С. Положение душевнобольных // Права человека в регионах Российской Федерации. Сб. докладов о событиях 2001 г. — М.: Московская Хельсинкская Группа, 2002. — С. 308—313. — 541 с.
- Савенко Ю. С. О природе и систематике депрессивных синдромов // Аффективные и шизоаффективные расстройства. — М.: Министерство здравоохранения Российской Федерации, 2003. — 279 с.
- Савенко Ю. С. Отказ от терапии, тактика врача и психолога // Современные принципы терапии и реабилитации психически больных: материалы российской конференции. — М.: Медпрактика, 2006. — С. 56—57. — 427 с.
- Савенко Ю. С. «Доказательная медицина» и феноменологический метод в психиатрии // Материалы Российской конференции «Взаимодействие науки и практики в современной психиатрии». — М.: Российское общество психиатров, 2007. — С. 81—82.
- Войцех В. Ф., Виноградова Л. Н., Савенко Ю. С. Предотвращение суицидов в армии. Методическое руководство. — М.: ФОЛИУМ, 2008. — 228 с.
- Савенко Ю. С. Какую парадигму реализуют международные классификации психических болезней? // Психиатрия и психофармакотерапия. — М.: МедиаМедика, 2013. — Т. 15, № 5. — С. 40—43. — ISSN 2075-1761.
- Savenko Y. S., Vinogradova L. N. Ethical Committees As a Guarantee of Observation of Human Rights in Managed Care Systems // Manage or Perish? / Edited by Jose Guimon and Norman Sartorius. — New York: Springer Science+Business Media, 1999. — P. 441—444. — ISBN 978-1-4613-6860-1.
- Savenko Yu. Concept of the “Psychotic level” in ICD-10 // XIII World Congress of Psychiatry. Abstract Book. — Cairo, 2005. — P. 257.
- Savenko Y. S., Vinogradova L. N. Qualification of danger on the part of patients with mental disorders in Russia // European Psychiatry[англ.]. — Association of European Psychiatrists, Elsevier, 2008. — Vol. 23, Supplement 2. — P. 343—344. — ISSN 0924-9338.
- Tiganov A. S., Savenko Y. S. P-1063 — The necessity of two-stage qualification // European Psychiatry[англ.]. — Association of European Psychiatrists, Elsevier, 2012. — Vol. 27, Supplement 1. — ISSN 0924-9338.

## Интервью
- Савенко Ю. С. Карательная психиатрия и религиозные меньшинства // Религия и российское многообразие / Науч. ред. и сост. С. Б. Филатов. — СПб.: Летний сад, 2011. — С. 103—108. — 688 с. — ISBN 978-5-98856-125-5.